# Districtul Samoeng
Samoeng (în thailandeză สะเมิง) este un district (Amphoe) din provincia Chiang Mai, Thailanda, cu o populație de 23.236 de locuitori și o suprafață de 898,0 km².

## Componență
Districtul este subdivizat în five subdistricte (tambon), care sunt subdivizate în 45 de sate (muban).
| Nr. | Nume         | În thailandeză | Sate | Locuitori |  |
| --- | ------------ | -------------- | ---- | --------- |  |
| 1.  | Samoeng Tai  | สะเมิงใต้        | 11   | 5,366     |  |
| 2.  | Samoeng Nuea | สะเมิงเหนือ      | 6    | 3,426     |  |
| 3.  | Mae Sap      | แม่สาบ          | 10   | 3,464     |  |
| 4.  | Bo Kaeo      | บ่อแก้ว          | 10   | 7,135     |  |
| 5.  | Yang Moen    | ยั้งเมิน          | 8    | 3,845     |  |